# Molly Von Richthofen
Molly Von Richthofen è un personaggio dei fumetti creato da Garth Ennis (testi) e Steve Dillon (disegni), pubblicato dalla Marvel Comics. La sua apparizione avviene in The Punisher vol. 4 del 2000.
È un tenente di polizia, attraente e lesbica. Fa coppia con Martin Soap nella task force contro il Punitore.

## Biografia del personaggio
Talentuosa investigatrice della polizia di New York, il tenente Molly Von Richthofen viene assegnata alla task force contro il Punitore quando si rifiuta di andare a letto con il commissario di polizia.
Diventa partner lavorativo di Martin Soap e diventano molto affiatati, nonché amici. Soap si innamora di lei ma Molly gli rivela di essere lesbica.
Il Punitore l'aiuta ad ottenere una promozione e Molly decide di prendersi una vacanza, ma uno scandalo che colpisce Soap colpsisce anche lei di riflesso; Molly è così costretta a tornare alla task force nonostante stesse iniziando una campagna per divenire sindaco.
Qualche tempo dopo, delle fotografie che la ritraggono combattere fianco a fianco con Frank Castle rovinano la sua carriera.

### Videogiochi
Molly è uno dei personaggi principali di The Punisher del 2005.